# Bavlnářství
Bavlnářství je odvětví ekonomiky, které se zabývá produkcí, obchodem a zpracováním bavlněných vláken.
Součástí bavlnářství je bavlnářský průmysl, do kterého patří výroba příze a tkanin z bavlny a ze směsí s bavlnou. Výroba bavlněných textilií jiným způsobem než tkaním (např. pletením, proplétáním aj.) se v češtině k bavlnářství obvykle nepřiřazuje. V angličtině se bavlnářství označuje výrazem cotton industry.

## Z historického vývoje bavlnářství
Nálezy z Egypta nebo Mexika dokazují, že bavlna byla známá už před 7000 lety. Nejstarší písemná zmínka o obchodu s bavlnou pochází ze 7. století př. n. l., ke kterému docházelo mezi Indií a dnešním Íránem. Do Evropy se poprvé importovala bavlna asi o 200 let později z Číny.
Až do konce 18 . století pocházela naprostá většina bavlny a bavlněných výrobků z indické subkontinentu. V Evropě se pokoušeli řemeslní textiláci napodobovat indické výrobky (zčásti ve směsích bavlny se lnem) a od 18. století se začala dovážet bavlna z karibské oblasti a z Brazílie.
Podíl bavlny na světové spotřebě textilních vláken se v té době odhadoval na 5 %.
Asi ve 13. století se dostalo z Indie do Evropy předení bavlny na kolovratu. Zkušená přadlena uměla v polovině 18. století na (vylepšeném) kolovratu vyrobit za 12 hodin asi 450 gramů bavlněné příze 45 tex (cca poloviční výkon oproti spřádání vlny). Tkaní bylo pokročilejší: Ruční tkalcovský stav (s „létajícím člunkem“) mohl zpracovat přízi od nejméně dvou přadlen, většina bavlněných přízí se proto dovážela z Indie.
Prudký rozmach bavlnářství nastal v posledních letech 18. století po využití vynálezu dopřádacího stroje (již v nejjednodušším provedení mohl nahradit 25 kolovratů) a stroje na vyzrňování surové bavlny.
V roce 1771 byla otevřena přádelna v anglické vesnici Cromford, která je považována za první bavlnářskou továrnu na světě a za začátek průmyslové revoluce. První přádelna bavlny ve střední Evropě začala vyrábět v roce 1797 ve Verneřicích.
Celosvětová spotřeba bavlny se zvýšila v období od roku 1790 do roku 1861 ze 700 tun na 10 000 tun a o 100 let později na 7 milionů tun.
Koncem 20. století se zpracování bavlny z velké části přesunulo z Evropy a severní Ameriky do regionů s nízkými mzdovými náklady, především do jihovýchodní Asie. (Např. na území České republiky se výroba bavlnářských tkanin snížila ze 591 milionů m2 v roce 1989 na 47 milionů m2 v roce 2015)

## Bavlnářství v 21. století
| Pořadí | Země     | 2019 | Prognóza na rok 2028 |
| ------ | -------- | ---- | -------------------- |
| 1.     | Indie    | 6,1  | 7,2                  |
| 2.     | Čína     | 5,5  | 5,4                  |
| 3.     | USA      | 4,1  | 4,3                  |
| 4.     | Brazílie | 1,9  | 3,0                  |
| 5.     | Pákistán | 1,7  | 2,0                  |

 Ve 2. dekádě 21. století se zpracovává cca 40 % z celkového množství přírodních a umělých textilních vláken na bavlnářské příze.  Z dostupných údajů se dá odvodit, že výroba bavlnářských tkanin (z bavlny a směsí s bavlnou) dosahuje řádově 200 miliard m2.
Bavlnářstvím se se zabývá (od pěstování bavlníku až po prodej hotových textilií) zhruba 250 milionů lidí.
Zatímco v prvních dvou dekádách 21. století narůstala spotřeba bavlny ročně o 1,3 %, počítá se do konce 3. dekády se zvýšením na cca 29 milionů tun, tj. s 1,6 % ročním přírůstkem.
Bavlnářství je často kritizováno zejména za extrémně vysokou spotřebu vody při pěstování (5800 cbm/ha) a za plýtvání (minimální četnost použití) hotových výrobků.
Ve snaze o udržitelný rozvoj bavlnářství se ve 2. dekádě 20. století spojily významné obchodní řetězce a sdružení dodavatelů bavlny k akcím s cílem: zavedení cirkulární ekonomiky od pěstování bavlníku až po použití hotových textilii.
Některé podniky bavlnářského průmyslu jsou zapojeny do sdružení, která financovala obsáhlé průzkumy s výsledným doporučením zejména radikálně zvýšit použití recyklovaných textilií, zvýšit četnost použití oděvních textilií a urychlit technický rozvoj.

## Bavlnářský textil
- Za bavlnářské tkaniny se považují výrobky z bavlny, z umělých vláken s délkou do cca 60 mm (včetně textilních odpadů) nebo směsí těchto vláken s bavlnou.[27]

K nejstarším pokusům o zhotovení bavlnářských tkanin patřily výrobky z roku 1788 z upravených lněných a konopných vláken.
Od 30. let 20. století jsou známé bavlnářské příze ze směsi bavlny s viskózovými vlákny.

Asi od poloviny 20. století se začaly vyrábět směsi bavlny se syntetickými vlákny, v 21. století se zpracovává cca 60 % bavlny na příze ze směsi s umělými vlákny, především s polyesterem a polyakrylem). Za bavlnářskou tkaninu se považuje také např. bytová textilie ze 100 % polyesterových vláken (zpravidla do 60 mm délky), pokud má vzhled a omak podobný bavlněné tkanině.
- Přívlastek bavlnářský se může vztahovat na

technologie výroby, konstrukci strojů a zařízení (mykací, protahovací, česací)
organizace (výrobní,, výzkumné, obchodní aj.)

## Galerie bavlnářství

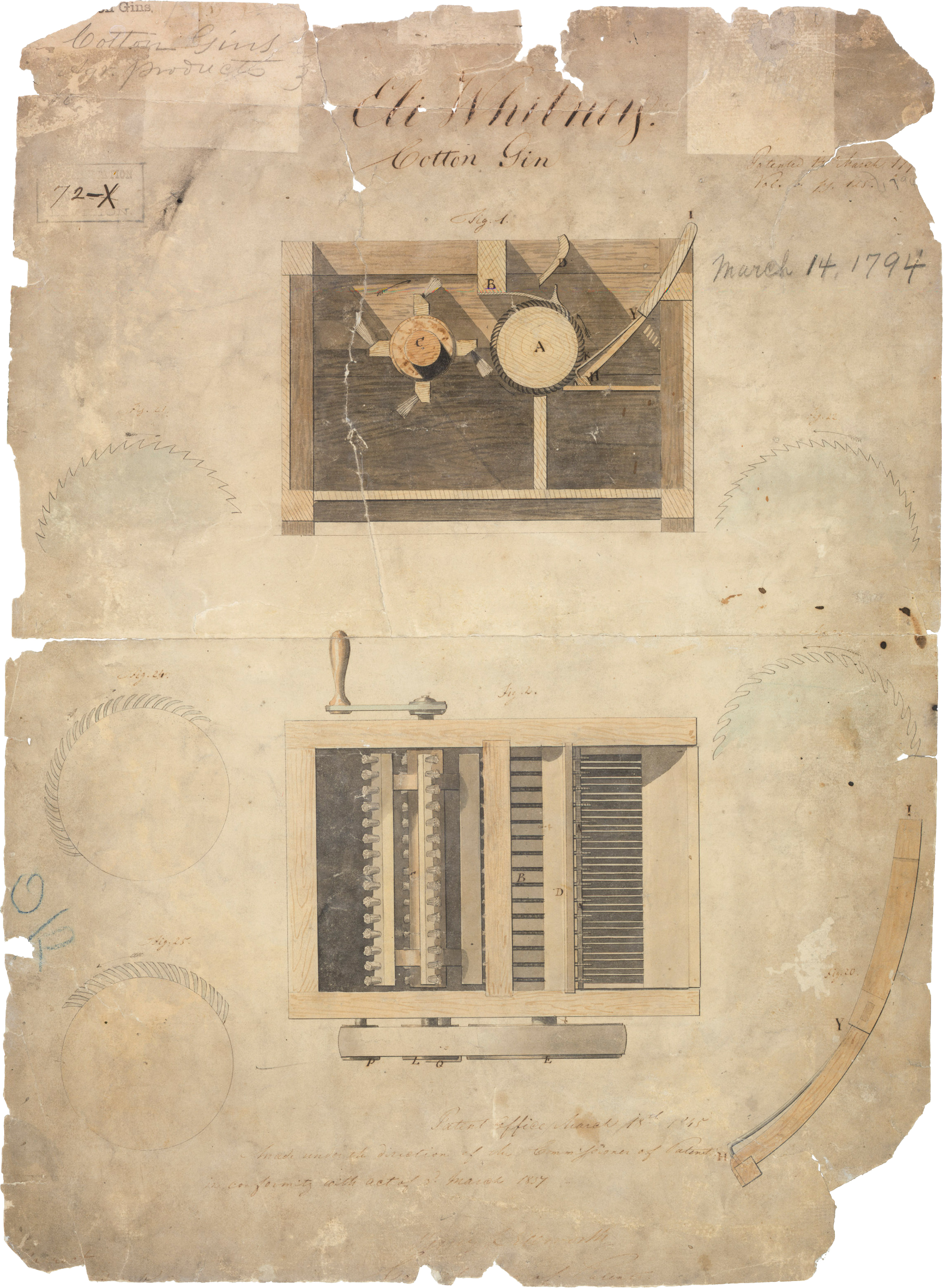
Patent na strojní vyzrňování bavlny z roku 1794
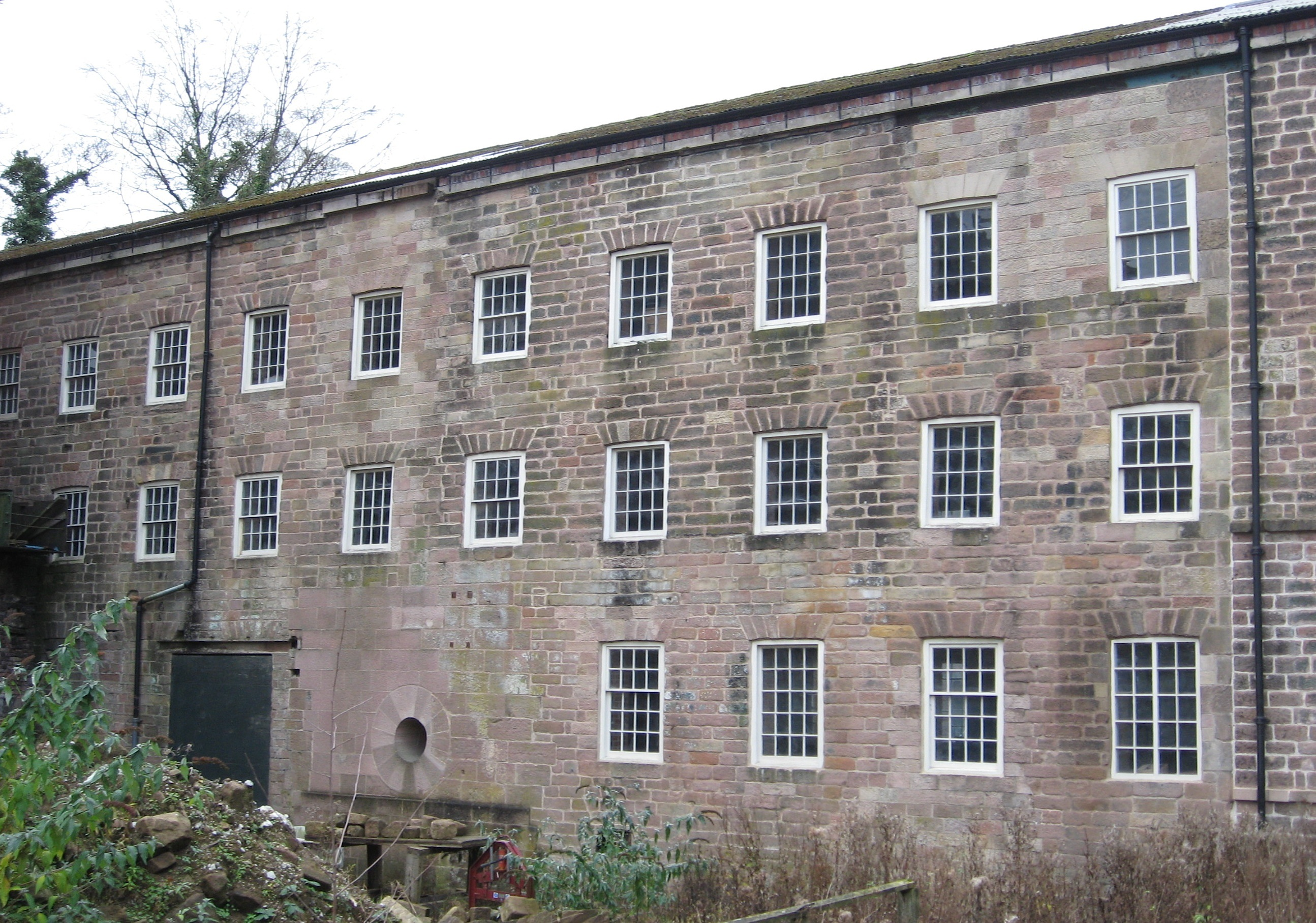
Přestavěná budova přádelny v Cromfordu
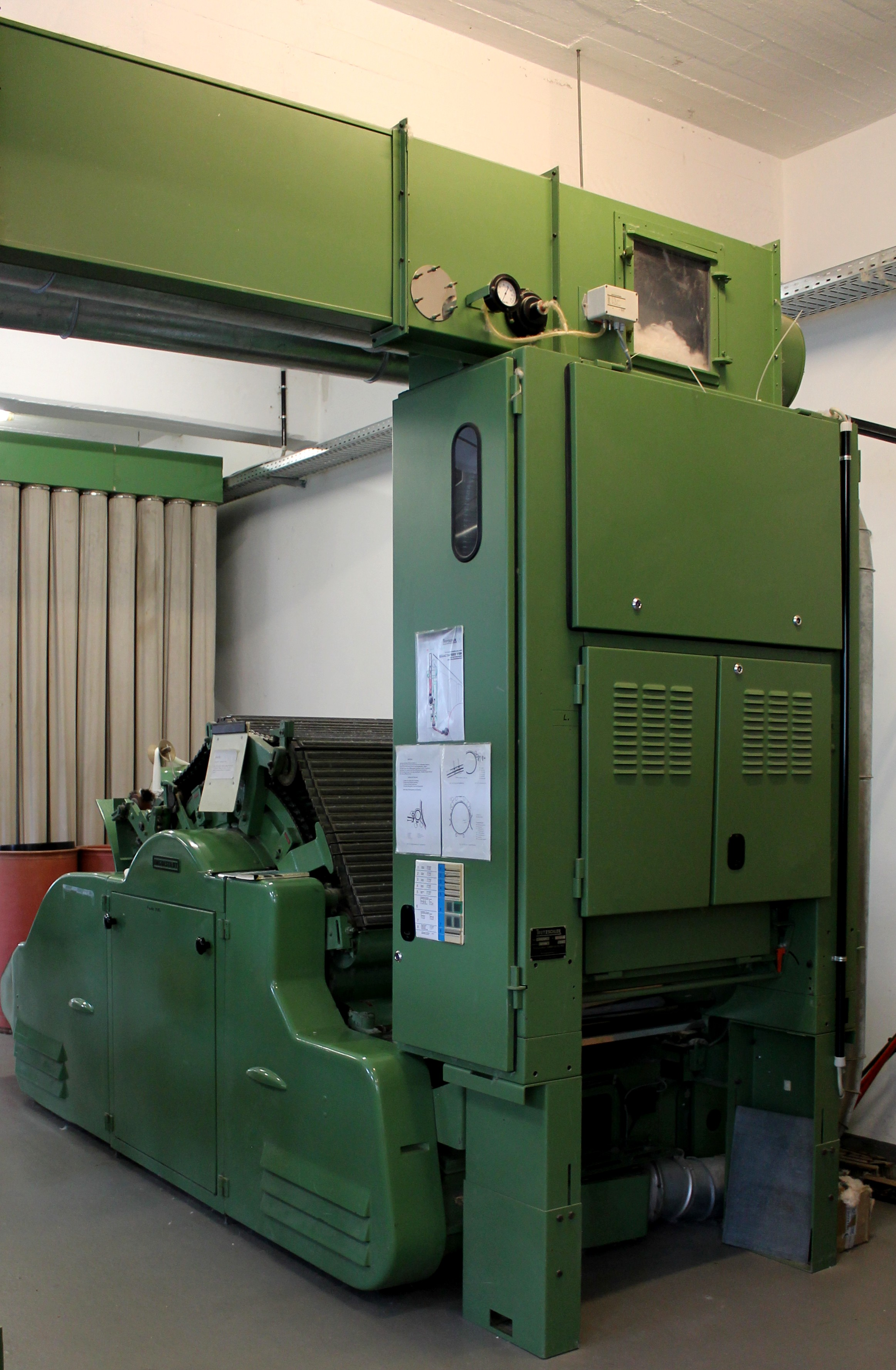
Mykací stroj s vločkovým podáváním (70. léta 20. století)
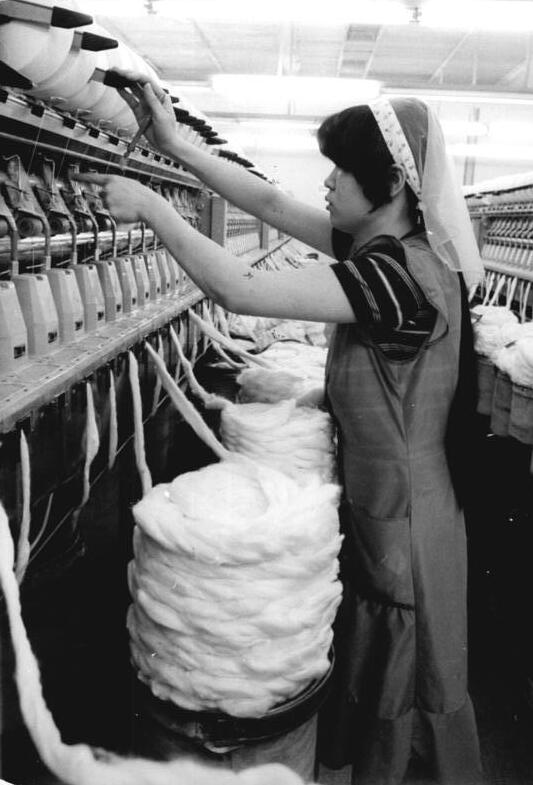
Rotorový dopřádací stroj (80. léta 20. století)
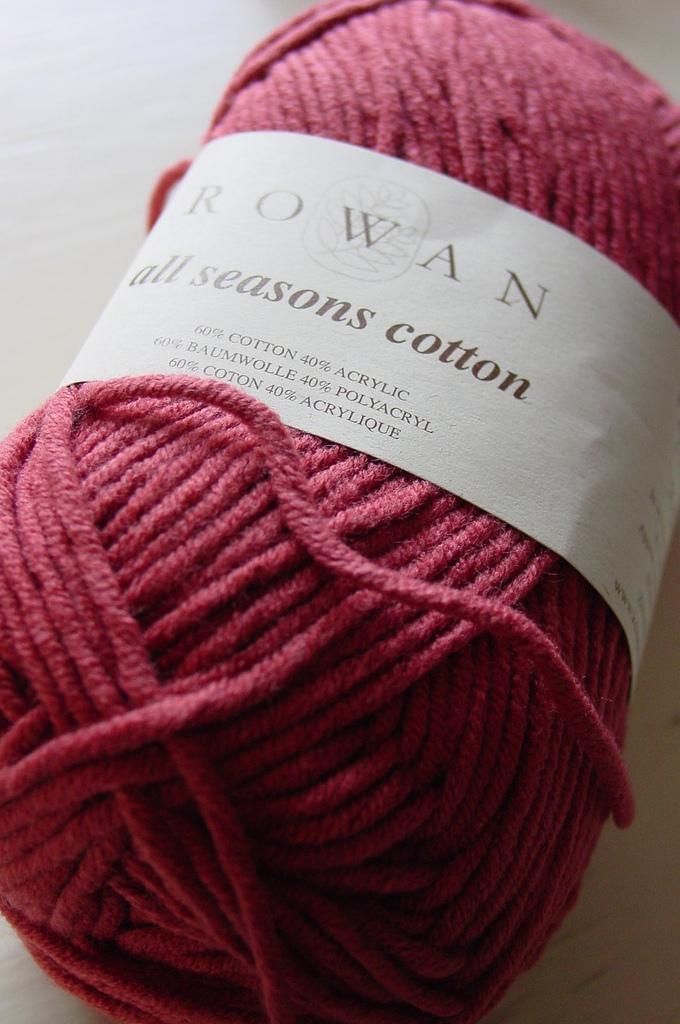
Bavlnářská příze ze směsi bavlna/polyakryl
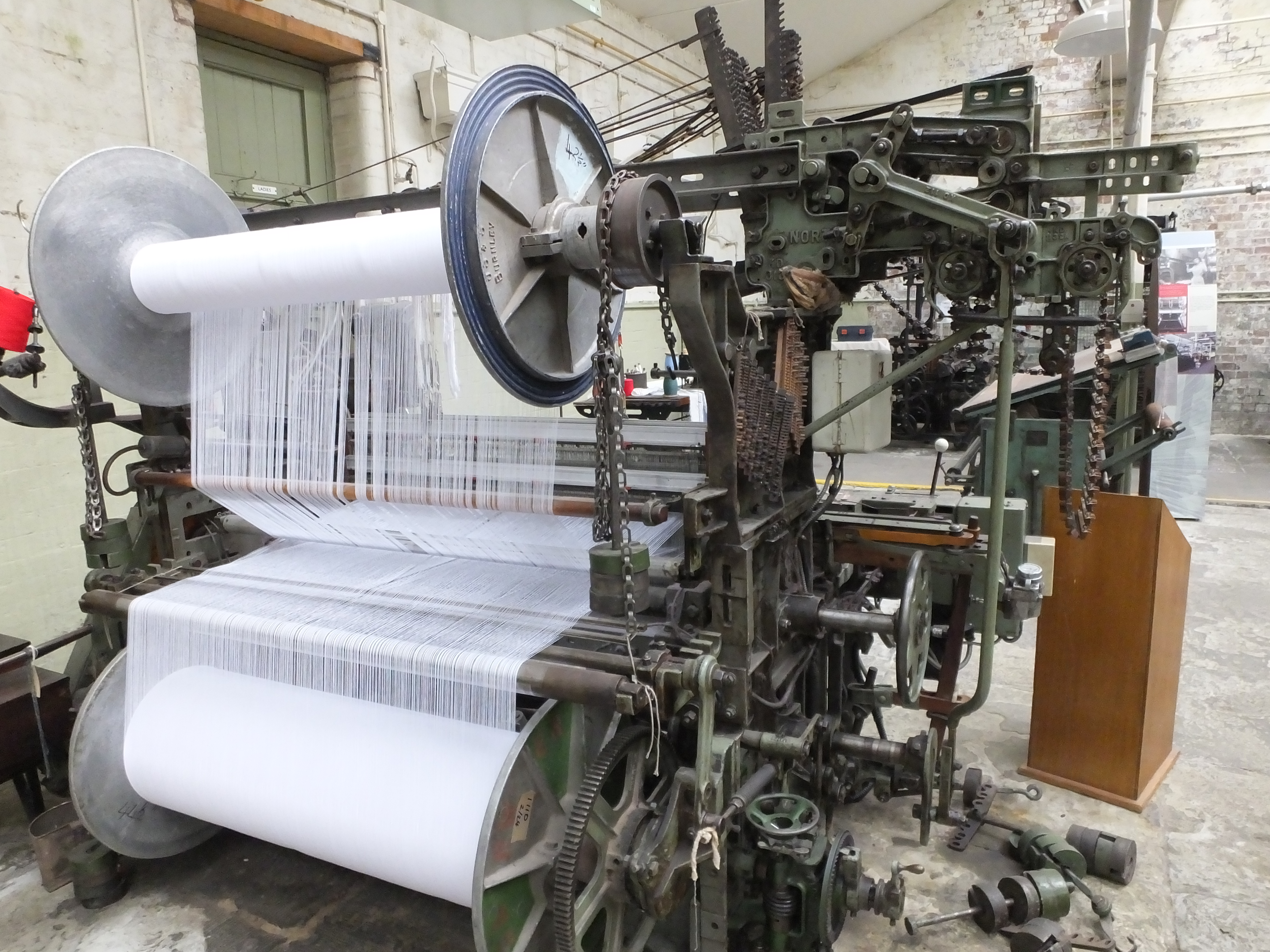
Bavlnářský stav na froté tkaniny (z poloviny 20. století)
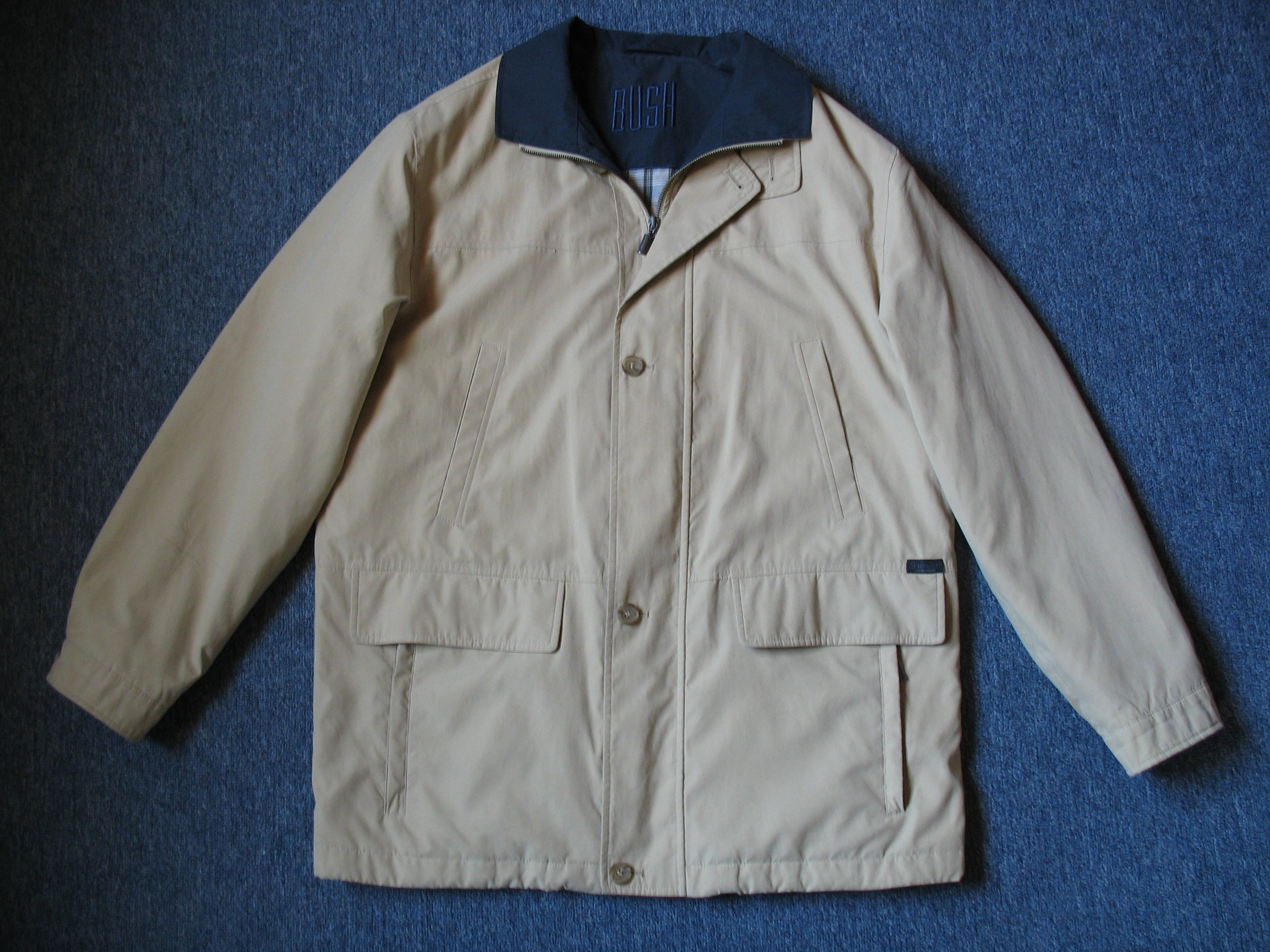
Bavlnářská tkanina ze směsi polyester/polyamid
Bavlnářská burza (Memphis, USA 1939)